# Juli Markowitsch Daniel
Juli Markowitsch Daniel, Pseudonym Nikolai Arschak/Arzak/Arshak (russisch Юлий Маркович Даниэль; * 15. November 1925 in Moskau; † 30. Dezember 1988 ebenda) war ein sowjetischer Schriftsteller und Übersetzer jüdischer Herkunft, der mit seinen „grotesk-satirischen kritischen“ Erzählungen, „die in ihrer Absurdität den Prinzipien des sozialistischen Realismus widersprechen“, dem Samisdat, dem literarischen Untergrund seiner Epoche, zugerechnet wird. Er verbrachte mehrere Jahre als politischer Häftling in einem Arbeitslager des Gulag.
Er war mit der Menschenrechtsaktivistin Larissa Bogoras verheiratet.

## Leben
1942 von der Schulbank an die Front im Deutsch-Sowjetischen Krieg gekommen, wurde Daniel schwer verwundet und 1944 wieder demobilisiert. Der junge Kriegsinvalide mit Pension studierte ab 1946 in Charkow und Moskau Pädagogik und unterrichtete anschließend an Schulen in Kaluga und, ab 1954, in Moskau. Er veröffentlichte erste Gedichtübersetzungen und galt schon bald als begabter Übersetzer aus dem Jiddischen und aus slawischen und kaukasischen Sprachen, wobei er auch für regimetreue Blätter arbeiten konnte.
1950 heiratete er Larissa Josifnowa Bogoras, mit der er ein Jahr später Vater eines Sohns wurde. Bis 1955 arbeitet er als Lehrer für russische Sprache und Literatur in Ljudinowo in der Oblast Kaluga. 1955 zog die Familie nach Moskau, wo Juli Daniel freiberuflich als Übersetzer und Schriftsteller tätig war. Die Manuskripte zu „Die Hände“ und „Es spricht Moskau“ schrieb er zwischen 1957 und 1961 unter dem Pseudonym „Nikolaj Arschak“. Andrei Donatowitsch Sinjawski half ihm dabei diese in den Westen zu bringen, wo 1983 in Washington ein erster Sammelband mit seinen Werken erschien. 1965 wurde er in Nowosibirsk, wo er seine zu der Zeit schon getrennt von ihm lebende Frau besuchte, verhört und auf der Heimreise auf dem Flughafen Moskau-Wnukowo verhaftet. 1966 wurde er in einem Schauprozess gemeinsam mit Andrei Donatowitsch Sinjawski zu fünf Jahren verschärfter Lagerhaft verurteilt und im Sonderlager DubrawLag interniert. Nach verschiedenen Schikanen und einem Gefängnisaufenthalt wegen seiner Proteste 1970 wieder entlassen.
Danach lebte er mit seiner zweiten Ehefrau Irina Pawlowna Uwarowa in Kaluga und später, als ihm die Einreise in die Stadt wieder erlaubt wurde, in Moskau. Er arbeitete wieder als Übersetzer. Vom KGB wurde er gezwungen unter dem Pseudonym „Ju. Petrow“ zu veröffentlichen, weil ihm die Nennung seines Namens verboten war. Er starb am 30. Dezember 1988 im Alter 63 Jahren.

## Werke
- "Бегство" (Die Flucht), 1956
- "Человек из МИНАПа" (Ein Mann aus MINAP), 1960
- "Говорит Москва" (Bericht aus Moskau), 1961
- "Искупление" (Die Erlösung), 1964
- "Руки" (Die Hände)
- "Письмо другу" (Ein Brief an einen Freund), 1969
- "Ответ И.Р.Шафаревичу" (Antwort an Igor Schafarewitsch), 1975
- "Книга сновидений" (Buch der Träume)
- "Я все сбиваюсь на литературу..." Письма из заключения. Стихи (Briefe aus dem Gefängnis), 1972, ISBN 0-87955-501-7
- "This is Moscow Speaking", and Other Stories, Collins, Harvill: London, 1968, übersetzt von Michael Scammell.